# Anna Camaiti Hostert
Anna Camaiti Hostert, född 1949 i Florens, är en italiensk-amerikansk filosof. Hon har särskilt forskat om visuell kultur.

## Biografi
Anna Camaiti Hostert föddes i Florens år 1949. Hon avlade doktorsexamen i filosofi vid Pisas universitet. Senare avlade hon doktorsexamen i litteratur- och filmvetenskap vid University of Chicago.
Hon har varit gästprofessor vid University of Southern California, New York University och Loyola University Chicago.
Tillsammans med Mario Perniola grundade hon år 1999 tidskriften Agalma: Rivista di Studi Culturali e di Estetica. Hon har därtill skrivit för tidningen Il manifesto.